# Acaciavouwmot
De acaciavouwmot (Macrosaccus robiniella) is een vlinder uit de familie mineermotten (Gracillariidae). De wetenschappelijke naam werd gepubliceerd in 1859 door Clemens.

## Kenmerken
Rupsen
De rupsen leven monofaag op de bladeren van Robinia pseudoacacia. Na de paring leggen de vrouwtjes de lange, grijsgroene eieren aan de onderkant van de bladeren. De witte rupsen leggen eerst een korte mijn aan de onderzijde van het blad. Later wordt het een ovale blaasmijn en ten slotte een grote, wit gevouwen mijn. Twee tot drie rupsen voeden zich vaak samen in een vergrote mijn. De larven doorlopen vijf tot zes larvale stadia voordat ze verpoppen, waarbij de volledige ontwikkeling ongeveer vijf tot elf weken duurt. De adulten van de laatste generatie overwinteren. In Centraal-Europa vormt de sprinkhaanbladminer twee tot drie generaties (vroege zomer, vroege herfst) per jaar.
Een reden voor de snelle verspreiding van de acaciavouwmot is het feit dat de waardplant van de rups een neofiet is waar de inheemse fauna geen raadt mee weet. De rupsen leven daardoor relatief ongestoord, wat bijdraagt aan hun verspreiding. De effecten op de boom bestaan uit bladverkleuring en bladverlies, wat geen ernstige bedreiging voor de boom lijkt te vormen, zelfs niet als de besmetting ernstig is. Definitieve uitspraken over het langetermijneffecten op de boom zijn echter nog niet beschikbaar.
Uit de literatuur zijn verschillende wespensoorten bekend die de rupsen parasiteren. Dit zijn insecten uit de families Eulophidae en Braconidae.
Imagines
De motten van de acaciavouwmot zijn kleine vlinders en bereiken een grootte van ongeveer drie millimeter. De motten hebben oranje-witte markeringen aan de bovenzijde van hun vleugels, gescheiden door zwarte lijnen.

## Voorkomen
De soort komt voor in Europa.